# Organisation civile et militaire
Die Organisation Civile et Militaire (kurz: OCM, deutsch: Zivile und Militärische Organisation)  war eine der acht großen französischen Widerstandsbewegungen  Frankreichs während des Zweiten Weltkrieges. Sie war auch Mitglied des Conseil national de la Résistance (CNR).

## Geschichte
Die Organisation Civile et Militaire wurde im Dezember 1940 in Paris gegründet. Dies passierte durch den Zusammenschluss der „Équipe française d'organisation du redressement“ („EFOR“) und der Confédération des Travailleurs intellectuels (Confederation of Intellectual Workers (eng.)) (kurz: „CTI“). Die Gruppe „EFOR“ hatte durch die Kontakte zum Militär ihre Mitglieder gewonnen. Die Anführer dieser Teilgruppe waren Jacques Arthuys, Pierre Lefaurichon, Jean Mayer, Bergeron und der Architekt Roger Souchère. Die Gruppe „CTI“ von Maxime Blocq-Mascart bestand aus hochrangigen Beamten, leitenden Angestellten, Akademikern und Journalisten. Das OCM rekrutierte ihre Mitglieder auch aus der Bourgeoisie, der Industrie, aus Geschäftsleuten, aus ehemaligen Soldaten und aus Fachleuten wie Architekten und Anwälten. Bei der Gründung der OCM hatte man die Ziele Aufbau einer paramilitärischen Untergrundorganisation, Schwächung der Besatzer durch geeignete Maßnahmen und Aktionen und die Unterstützung einer möglichen Offensive durch die alliierten Staaten. Die EFOR/Équipe française d’organisation du redressement bestand hauptsächlich aus Konservativen, die militaristisch, deutschfeindlich und gegen die nationale Revolution waren. Die CTI/Confédération des Travailleurs intellectuels bestand größtenteils aus Sozialisten.
Die Führung der OCM hatte am Anfang Jacques Arthuys. Der erste Stab der CMO bestand aus Jacques  Arthuys, Roger Souchère (Stabschef), Jean Mayer (verantwortlich für das erste und dritte Büro), Alfred Touny (verantwortlich für das zweiten Büro) und Blocq-Mascart (Zivilangelegenheiten). Die erste Generation von CMO-Führungskräften wurde von der Gestapo sehr schnell eliminiert. Jacques Arthuys und Pierre Lefaucheux wurden am 22. Dezember 1941 festgenommen. Die Organisation wurde mit der Verhaftung von Jacques Arthuys fast zerstört/aufgerollt und hatte Ende 1941 nur noch wenige hundert Mitglieder. Jacques Arthuys starb im Juli 1943 bei der Deportation. Oberst Alfred Touny wurde der neue Leiter und die Organisation konnte nach und nach wieder erstarken. 1943 hatte die OCM etwa 45.000 Mitglieder. Andere sagen, dass es über 60.000 waren. Dies gelang hauptsächlich durch Fusionen mit anderen Widerstandsgruppen.
Ab Januar 1941 verstärkten Mitarbeiter eines Ministeriums (Ministerium für öffentliche Arbeiten) die OCM. Diese standen unter der Leitung von André Boulloche und dem Ehepaar Georges Ricroch und Raymonde Ricroch. Die „EFOR“ hatte früher schon Kontakt mit Alfred Heurtaux. Dieser war der Leiter des Reseau Hector und auch er wird  später sein Netzwerk/Reseau in die OCM integrieren. Auch die Confrérie Notre-Dame (CND) die unter der Leitung von Oberst Rémy (Gilbert Renault) stand, wurde in die OCM eingebaut.  Um die OCM-Bewegung und das CND-Netzwerk optimal koordinieren zu können, benutzte Alfred Touny das Centurie-Netzwerk. Zusätzlich war die OCM auch mit der Organisation Libération Nord verbunden. Tounys Umstrukturierungen ermöglichte es der OCM 1942–1943, zusammen mit der Hilfe des CND-Netzwerks und dem Zustrom sozialistischer Kämpfer eine höhere Bedeutung innerhalb der Résistance zu bekommen. Die CND wurde aber im November 1943  von der Gestapo abgewickelt. Nach der Verhaftung von Alfred Touny im Februar 1944 schaffte es aber Jacques Piette die Organisation am Leben zu erhalten. Alfred Touny wurde 1944 in Arras erschossen. Insgesamt über 4.000 der OCM-Mitglieder wurden im Laufe der Jahre getötet, erschossen, hingerichtet oder starben bei der Deportation.

## Übersicht über die Widerstandsbewegungen in der besetzten Zone (Zone Nord)
Neben der Organisation Civile et Militaire (OCM)  gab es in der Nordzone noch die Bewegung Ceux de la Libération (CDLL), die Libération Nord, die Bewegung Ceux de la Résistance (CDLR) und den Front National (Zone Nord). Ceux de la Résistance (CDLR) war die Nachfolgeorganisation der Combat Zone Nord.

## Réseau Centurie
Das Réseau Centurie war das Geheimdienstnetzwerk der Organisation Civile et Militaire. Das Netzwerk beschaffte über 3.000 Dokumente über den Atlantikwall (siehe auch Operation Overlord) und gab sie an die britischen Geheimdienste weiter. Darunter waren fast alle Verteidigungsanlagen, Unterwasserhindernisse, Absperrungen an den Stränden, einige Minenfeldpassagen (echte und falsche) zu finden. Mehr als die Hälfte der Mitglieder des Netzwerks starben (erschossen oder deportiert). Der Film Le Mur de l’Atlantique beschreibt die Beschaffung der Dokumente. Auch die anderen Widerstandsbewegungen hatten ihre eigenen Geheimdienste. Die Gruppe Ceux de la Résistance (CDLR) nutzte zum Beispiel das Réseau Ceux de la Manipule.

## Tätigkeiten/Aktivitäten der OCM
- Suche nach Informationen industrieller Natur
- Verbergen von Waffen für eigene, militärische Aktionen und für die Offensive der Alliierten
- Suche nach militärischen Informationen
- Suche nach Waffen im Hinblick auf eine militärische Aktion
- Suchen von Fluchtwegen (z. B. für Piloten)[1]
- Geheimdiensttätigkeiten über das Réseau Centurie[11]

## Einige Mitglieder der OCM
Die nachfolgende Tabelle erhebt keinen Anspruch auf Vollständigkeit.
| Name                                   | Geburtsort                     | Geburtsjahr | Sterbejahr | Sterbeort                           | Beruf                                                          | Bemerkung / Sterbeursache                                                                                               | Foto |
| -------------------------------------- | ------------------------------ | ----------- | ---------- | ----------------------------------- | -------------------------------------------------------------- | --- | ---- |
| Émile Allegret                         | Dijon                          | 1907        | 1990       | Vaux-sur-Mer                        | Ingenieur, Pilot                                               | |      |
| Gerald Amyot D’Invile                  | Beauvais                       | 1910        | 1945       | Ellrich                             | Priester                                                       | Erschöpfung |      |
| Jacques Arthuys                        | Belfort                        | 1894        | 1943       | Hermeskeil                          | Politiker, Ökonom, Journalist                                  | (Führer der Bewegung)                                                                                                   |      |
| Andrea Astoux                          | Cannes                         | 1919        | 1990       |                                     |                                                                | |      |
| René Aubert                            | Amiens                         | 1908        |            |                                     | Ingenieur                                                      | |      |
| Roger Aubin                            | Lieuvillers                    | 1907        |            |                                     | Kesselbauer                                                    | |      |
| Robert Barbey?                         | Bernay                         | 1904        |            |                                     | Ingenieur                                                      | |      |
| Charles Barriquand                     | Chatillon de Michailles        | 1910        |            |                                     |                                                                | |      |
| André Bataillard                       | Nogent-sur-Oise                | 1910        | 1964       |                                     |                                                                | (OCM-Gruppe OISE 1943; Leiter des südlichen Teilsektors der FFI von Oise)                                               |      |
| Henry Baudart                          | Songeons                       | 1922        |            |                                     |                                                                | |      |
| Marcel Berthelot                       | Cluny                          | 1888        | 1981       |                                     | Bankier                                                        | (auch: Reseau Centurie. Er hat das Geheimdienstnetzwerk geleitet)                                                       |      |
| Charles Bernard                        | Brest                          | 1904        | 1977       | Plougastel-Daoulas                  |                                                                | |      |
| Claude Blanchet                        | Fouilleuse                     | 1919        |            |                                     |                                                                | |      |
| Daniel Blanchet                        | Fouilleuse                     | 1913        |            |                                     |                                                                | |      |
| Ernest Blanchet                        | Fouilleuse                     | 1900        |            |                                     |                                                                | |      |
| Georgette Blanchet                     | Pronleroy                      | 1906        | 2001       | Clermont                            |                                                                | |      |
| René Blanchet                          | Fouilleuse                     | 1925        |            |                                     |                                                                | |      |
| Pierre Beucler                         | Beaucourt                      | 1897        | 1946       | Paris                               | Ingenieur, Vertriebsleiter                                     | (auch: FFI) |      |
| Arnaud Bisson                          | Noailles                       | 1909        | 1944       | Sains-Richaumont                    |                                                                | (erschossen) |      |
| Gilbert Bleuse                         | Nogent-sur-Oise                | 1907        | 1982       | Noyon                               |                                                                | |      |
| Maxime Blocq-Mascart                   | Paris                          | 1894        | 1965       | Saint-Cloud                         |                                                                | |      |
| Emile Blondel                          | Chateau-Thierry                | 1902        |            |                                     |                                                                | |      |
| Leon Blot                              | Tracy-le-Mont                  | 1895        | 1945       |                                     |                                                                | |      |
| Leon Borde                             | Heilles                        | 1907        |            |                                     |                                                                | |      |
| Armand Bothorel                        | Saint-Pierre-Quilbignon        | 1904        | 1964       | Brest                               | Offizier der Marine                                            | |      |
| Amedée Bouquerelle                     | Raimbercourt                   | 1908        | 2002       | Compiegne                           |                                                                | |      |
| André Bouslet                          | Marissel                       | 1889        |            |                                     |                                                                | |      |
| Daniel Boyard                          | Maimbeville                    | 1909        | 1991       |                                     |                                                                | |      |
| André Brezillon                        | Vincennes                      | 1889        | 1952       |                                     |                                                                | |      |
| Robert Briard                          | Bagnolet                       | 1912        |            |                                     |                                                                | |      |
| Jacques Buquet                         | Nogent-sur-Oise                | 1909        |            |                                     |                                                                | |      |
| Victor Bousso                          | Saint-Congard (Morbihan)       | 1881        | 1944       | Caen (Calvados)                     | Priester                                                       | (auch: ORA) |      |
| Jean Cadiou                            | Ploujean                       | 1902        | 1987       | Brest                               | Schlosser, Offizier                                            | (auch: CND – Castille, Reseau Centurie)                                                                                 |      |
| Jacques Chaban-Delmas                  | Paris                          | 1915        | 2000       | Paris                               | Jurist, Volkswirt                                              | (auch: Reseau Hector, CFLN, COFI)                                                                                       |      |
| Jean Chabon                            | Lesneven                       | 1905        | 1965       | Paris                               | PTT-Mitarbeiter                                                | (2. Weltkrieg überlebt, auch: D.F., FFI)                                                                                |      |
| Charles Cliquet                        | Imphy                          | 1891        | 1956       | Paris                               | Jurist, später: Arzt                                           | (auch: Patrick O’Leary-Netzwerk, SR)                                                                                    |      |
| Jeanette Drouin                        | Paris                          | 1887        | 1945       | Paris                               | Lehrerin                                                       | |      |
| Roland Farjon                          | Boulogne-sur-Mer               | 1910        | 1945       | Paris                               | Industrieller                                                  | (Leiter der Region Nord)                                                                                                |      |
| Robert Fouquart                        | Avion (Pas-de-Calais)          | 1907        | 1976       | Montfermeil (Seine-Saint-Denis)     | Politiker, Bürgermeister, Persönlicher Sekretär von Guy Mollet | |      |
| Georges Fery                           | Thierville-sur-Meuse           | 1891        | 1944       | Landerneau                          | Photograph                                                     | (auch: Centurie) |      |
| Marcel Girard „Moreau“ oder „Malherbe“ |                                | 1898        | 1981       |                                     | Leiter einer Zementfabrik                                      | (Leiter der Region Bretagne und Normandie)                                                                              |      |
| André Grandclément                     | Rochefort                      | 1909        | 1944       | Saugnacq-et-Muret                   |                                                                | (wurde erschossen, Leiter der Region B (Süd-West))                                                                      |      |
| Maxime Guillot                         | Bruailles                      | 1900        | 1944       | Dijon                               | Eisenbahnmitarbeiter, Cafe- und Restaurantbesitzer             | Tod/Suizid bei Festnahme                                                                                                |      |
| Alfred Heurteaux                       | Nantes                         | 1893        | 1985       | Chantilly                           | Offizier                                                       | Leiter des Reseau Hector                                                                                                |      |
| François d’Humières                    | Berlin                         | 1922        | 1945       | Durrenentzen                        | Student                                                        | Leiter der 4. Abteilung des OCMJ (CMO Jugend)                                                                           |      |
| Georges Izard                          | Abeilhan (Hérault)             | 1903        | 1973       | Paris                               | Jurist, Politiker, Journalist                                  | 1945 Generalsekretär der OCM                                                                                            |      |
| Paul Janvier                           | Bais                           | 1913        | 1984       |                                     | Arzt                                                           | CMO-Manager für Mayenne                                                                                                 |      |
| Robert Kaskoreff                       | Berck                          | 1909        | 1988       | Rennes                              | Minenbetreiber                                                 | (auch: Reseau Centurie, FFI, AS)                                                                                        |      |
| Pierre-André Lefaucheux                | Triel-sur-Seine                | 1898        | 1955       | Saint-Dizier                        | Industrieller                                                  | (starb bei einem Autounfall)                                                                                            |      |
| Philippe Lechevalier „Benoît“          | Bolbec                         | 1909        | 1945       | KZ Gusen                            |                                                                | (auch: Pujol-Gruppe) |      |
| Robert Le Balle                        | Laval                          | 1899        | 1969       |                                     | Jurist, Professor an der Pariser Rechtsfakultät.               | (auch: Réseau Orion) |      |
| Victor Pierre Le Gorgeu                | Quimper                        | 1881        | 1963       | Paris                               | Arzt                                                           | |      |
| Jean Lejeune                           | Nouméa                         | 1905        | 1961       | Orleans                             | Schiffskapitän, Geschäftsführer                                | (auch: FFI) |      |
| Aimé Lepercq                           | Collonges-au-Mont-d’Or (Rhône) | 1889        | 1944       | Lille                               | Industrieller, Ingenieur, Politiker                            | |      |
| Louis Le Sann                          | Plouvorn                       | 1918        | 1944       | Brest                               | Landwirt                                                       | (erschossen, auch: Reseau Centurie)                                                                                     |      |
| Laurent Maudire                        | Brest                          | 1888        | 1976       | Brest                               | Sachbearbeiter, Hauptverwaltungsattaché der Marine             | |      |
| Jean Mayer                             |                                |             |            |                                     | Industrieller                                                  | |      |
| Simone Michel-Levy                     | Chaussin                       | 1906        | 1945       | KZ Flossenbürg                      |                                                                | (auch: PTT, CND-Castille, EMPTT)                                                                                        |      |
| Guy Mollet                             | Flers (Orne)                   | 1905        | 1975       | Paris                               | Politiker                                                      | |      |
| Véra Obolensky                         | Moskau                         | 1911        | 1944       | Berlin                              | Sekretärin, Model                                              | (Hingerichtet in Berlin-Plötzensee)                                                                                     |      |
| Marc O’Neill                           | Le Mans (Sarthe)               | 1909        | 1956       | Sidi Ralhem bei Safaroui (Algerien) | Oberst                                                         | (Leiter der Region „P“. Das sind die Regionen Île-de-France und Orléans.)                                               |      |
| Pierre Pène                            | Paris                          | 1898        | 1972       | Boulogne-Billancourt                | Ingenieur                                                      | (Leiter für Aisne und die Ardennen)                                                                                     |      |
| Augustin Petin „Breton“                |                                |             |            |                                     |                                                                | CMO-Manager der Somme-Abteilung, FFI-Abteilungsleiter                                                                   |      |
| Michel Pichard                         | La Rochelle                    | 1918        | 1989       | Paris                               | Bankmitarbeiter, Kapitän, Händler für Tropenprodukte           | (auch: CND-Cast., BOA, BCRA)                                                                                            |      |
| Jacques Piette                         | Issy-les-Moulineaux            | 1916        | 1990       | Boulogne-Billancourt                | Beamter, Glasarbeiter                                          | |      |
| Abel Poulain                           | Marconne                       | 1899        | 1969       | Hesdin                              | Politiker                                                      | |      |
| Ernest Prarond                         | Abbeville (Somme)              | 1896        | 1944       | Arras (Pas-de-Calais)               | Pilot                                                          | |      |
| Jean Pronteau                          | Paris                          | 1919        | 1984       | Paris                               | Politiker                                                      | OCMJ |      |
| Jacques Rebeyrol                       | Paris                          | 1909        | 1951       |                                     | Jurist, Journalist                                             | |      |
| Oberst Rémy (Gilbert Renault)          | Vannes                         | 1904        | 1984       | Guingamp                            | Jurist, Filmproduzent                                          | |      |
| Charles Remigereau                     |                                |             |            |                                     |                                                                | OCM-Netzwerkleiter von 1941 bis 1944 für den Osten und Südosten von Gâtinais.                                           |      |
| Maurice Rolland                        | Montauban                      | 1904        | 1988       | Paris                               | Jurist, Staatsanwalt                                           | (auch: Reseau Samson)                                                                                                   |      |
| Jean Rousseau-Portalis                 | Paris                          | 1920        | 1982       | Tegucigalpa                         | Ingenieur                                                      | (auch: Reseau Samson, FFI)                                                                                              |      |
| Jacques-Yves Rollot                    | Bordeaux                       | 1895        | 1963       | Villenave-d’Ornon                   | Generalmajor                                                   | Einer der Organisatoren der Region B (Südwesten). Er übernimmt dort vorübergehend die Führung und ersetzt Grandclément. |      |
| Pierre Ruibet                          | Grenoble                       | 1925        | 1944       | Jonzac                              | Arbeiter                                                       | Tod durch Explosion in einem Steinbruch                                                                                 |      |
| Jacques-Henri Simon                    | Labruguière (Tarn)             | 1909        | 1944       |                                     | Jurist                                                         | Starb bei der Deportation.                                                                                              |      |
| Roger Souchère                         | Courbevoie                     | 1899        | 1963       |                                     | Architekt                                                      | (auch: Reseau Cincinnatus)                                                                                              |      |
| Alfred Touny                           | Paris                          | 1886        | 1944       | Arras                               | Soldat, Anwalt und Geschäftsmann                               | (erschossen) |      |
| Charles Verny                          | Paris                          | 1922        | 1995       |                                     |                                                                | (Leiter der „OCM Jeune“ / der OCM-Jugendorganisation)                                                                   |      |

### Personen
- https://maitron.fr/spip.php?mot8232 (französisch)
- Jacques Chaban-Delmas  (französisch)
- Ordre de la Libération (19 OCM-Mitglieder, französisch)

### OCM
- Gallica  (französisch)
- Musee de la résistance en ligne  (französisch)
- OCM in Vienne (französisch)
- https://resistancepasdecalais.fr/organisation-civile-et-militaire-ocm/
- https://www.france-politique.fr/wiki/Organisation_Civile_et_Militaire_(OCM) (französisch)
- http://sgmcaen.free.fr/resistance/ocm.htm (französisch)
- https://www.resistance-brest.net/mot86.html
- http://mvr.asso.fr/front_office/fiche.php?idFiche=1428&TypeFiche=4 (französisch)
- https://www.resistance60.fr/ocm-clermont  (französisch)

### Reseau Centurie
- https://www.resistance-brest.net/mot53.html
- https://resistancepasdecalais.fr/centurie/